# Leioproctus simulator
Leioproctus simulator är en biart som beskrevs av Michener 1965. Leioproctus simulator ingår i släktet Leioproctus och familjen korttungebin. Inga underarter finns listade i Catalogue of Life.